# Stiftleiste

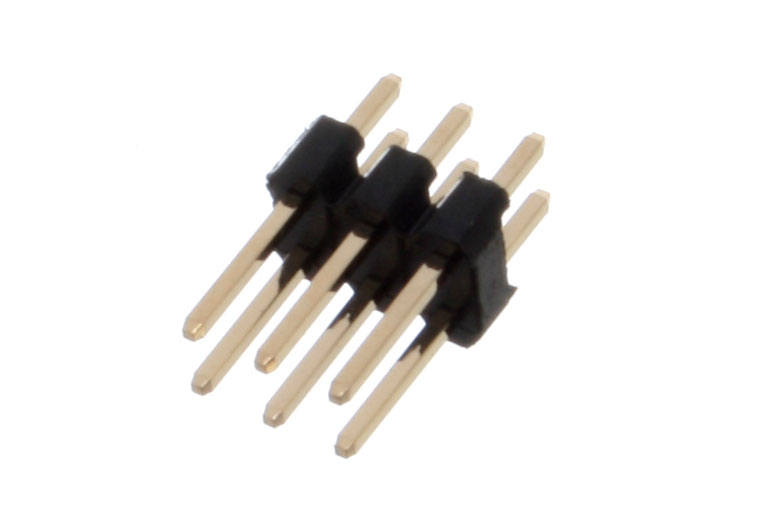
Stiftleiste 6-polig, doppelreihig

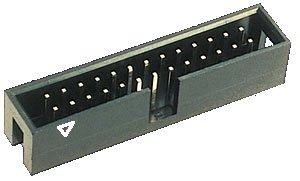
Wannenstecker 26-polig, gerade, mit Versteckschutz (Keyhole) und V-Mark zur Kennzeichnung von Pin 1

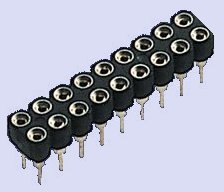
Buchsenleiste 18-polig, doppelreihig, mit gedrehten Kontakten

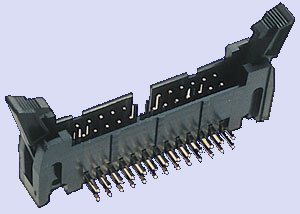
Pfostenstecker 26-polig, abgewinkelt, mit Verriegelung

Eine Stiftleiste (englisch pin header oder auch einfach nur header) ist ein Steckverbinder mit mehreren in Reihe angeordneten Stiftkontakten, der auf Leiterplatten in der Elektronik verwendet werden. Sie hat den Zweck, eine Verbindung mit vielen Kontakten von einer Platine zu einer anderen oder zu peripheren Baugruppen herzustellen, meist mit Hilfe von Flachbandkabeln und Pfostenverbindern oder einer Buchsenleiste.

## Bauformen
Stiftleisten sind oft mit einer rechteckigen Umrandung aus Plastik versehen, dem Isolierkörper. Man nennt diese Bauform auch Pfostenleiste, Pfostenstecker oder Wannenstecker. Die Umrandung verhindert zusammen mit einer Kodierung, dass die Buchse versehentlich falsch (verschoben oder verdreht) gesteckt werden kann. Wenn die Stifte nicht rund oder quadratisch ausgeführt sind, sondern abgeflacht, spricht man auch von einer Messerleiste.
Um Platinen zu stapeln, gibt es sogenannte Platinenstapler, auch Stapelleisten oder Sandwich-Stiftleisten genannt. Sie haben zwei Isolierkörper und können an beiden Enden auf die Platine gelötet werden. Das ist eine nicht lösbare Platinen-Verbindung.
Stiftleisten sind im Rastermaß von 1,00 bis 5,08 mm erhältlich, in anderen Bauformen auch im Raster 0,3 bis 0,8 mm. Die am häufigsten verwendete Bauform ist die zweireihige Pfostenleiste mit 2,54 mm (1⁄10 Zoll = 100 mil). Es gibt sie in nahezu allen Polzahlen von 2-polig bis über 64-polig, gerade oder abgewinkelt, als Surface-Mounted Device (SMD) oder zur Durchsteckmontage (Through Hole Technology (THT)), in den Bauformen mit oder ohne Wanne, mit zusätzlicher Verriegelung, mit verschiedenen Stiftlängen sowie runden (gedrehten) oder eckigen (meist Vierkant-) Stiften. Diese Bauform ist in DIN EN 60603-13 (in Ablöse von DIN 41651-1 und -2) spezifiziert.

## Buchsenleiste
Das Gegenstück zur Stiftleiste ist die Buchsenleiste, welche die zur Stiftleiste passenden Federkontakte enthält. Sie hat ebenso wie die Pfostenleiste Lötkontakte zur Bestückung auf einer Platine und kann direkt auf eine Pfostenleiste aufgesteckt werden. Diese Kombination stellt eine mehrpolige Verbindung her, wenn z. B. Signalleitungen von einer Grundplatine zu einer Aufsteckplatine verbunden werden sollen.
Die Kombination von Stift- und Buchsenleiste ist eine lösbare Verbindung.
Ein anderes Gegenstück, das aber keine Lötkontakte hat, ist die IDC-Buchse (Insulation Displacement Connector). Sie wird über Schneidklemmen fest mit einem Flachbandkabel verbunden, das auf diese Weise auf die Stiftleiste aufgesteckt werden kann.
Zur Vereinfachung und zum Schutz vor Verwechslung der Begriffe wird in der Praxis die Stiftleiste oft als Männchen und die Buchsenleiste als Weibchen bezeichnet.

## Verwendung
Fast jede Leiterplatte verwendet Stiftleisten oder Buchsenleisten als Steckverbinder, wenn mehrere Leitungen oder Bussysteme nach außen geführt werden müssen.
In nahezu allen PCs werden Stiftleisten auf der Hauptplatine (englisch mainboard oder motherboard, teils auch system board oder logicboard) verwendet, um USB- und FireWire-Buchsen, Gehäuse-Taster und Status-LEDs mit Flachbandkabel verbinden zu können. Früher wurden auch Diskettenlaufwerk, Festplatten, serieller, paralleler, oder SCSI-Anschluss über Stiftleisten mit der Hauptplatine verbunden.

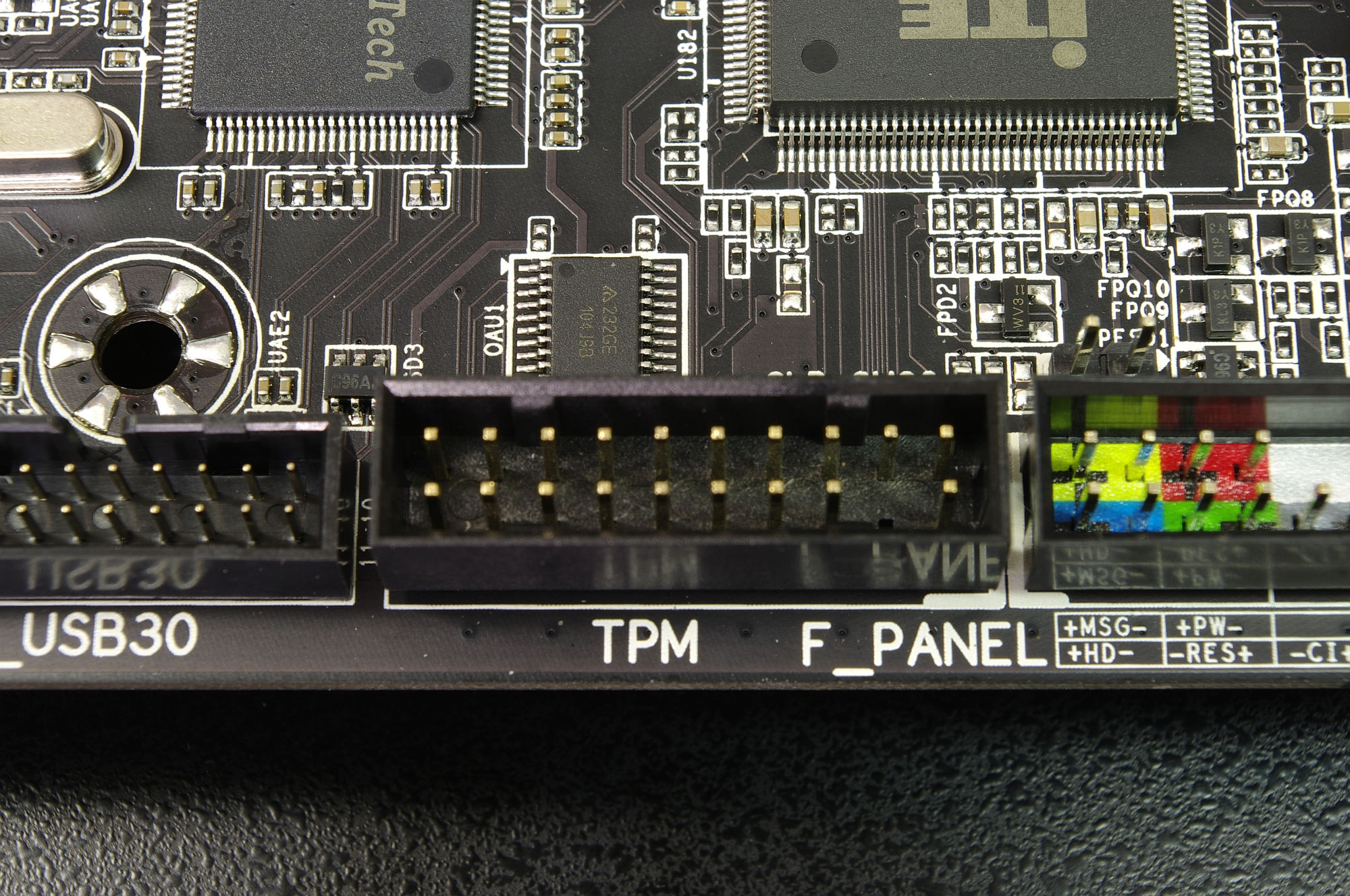
TPM-Header für ein dediziertes TPM 2.0.

Auch Zusatzmodule werden oft über eine definierte Stiftleiste mit der Hauptplatine verbunden, wie etwa ein (dediziertes) Trusted Platform Module (TPM).
Stiftleisten werden oft auch als Steckfeld für Jumper verwendet. So kann die Leiterführung einfach an verschiedene Konfigurationen angepasst werden.
Da die Stifte und Kontaktfedern eine Gold- oder Zinnbeschichtung haben, sollte man bei der Auswahl der Stift- und Buchsenleisten beachten, wie oft man die Teile stecken möchte (Steckzyklen). Wird häufiger umgesteckt, so ist eine dickere Goldbeschichtung zu empfehlen, um langfristig den Kontakt zu sichern. Standardschichtdicken von Goldauflagen sind flash gold, 0,25 µm (0,01 mil) und 0,75 µm (0,03 mil).

## Pin-Nummerierung
Um ein fehlerhaftes Stecken von Stift- und Buchsenleiste zu vermeiden, ist Pin 1 häufig direkt auf dem Bauelement gekennzeichnet, siehe Foto des Wannensteckers oben. Wenn diese Kennzeichnung fehlt, ist Pin 1 oft anhand einer Markierung auf der Leiterplatte erkennbar; historisch wurde die Lötfläche um Pin 1 als einzige quadratisch und nicht rund ausgeführt. Auf Flachbandkabeln ist die zu Pin 1 gehörige Leitung manchmal andersfarbig ausgeführt.
Bei mehrreihigen Steckverbindern sind die Pins typischerweise so nummeriert, dass ihre Nummer jeweils der der Ader in einem verbundenen Flachbandkabel entspricht. Bei zweireihigen Leisten ergibt sich so, dass die Pins einer Reihe ungeradzahlige Nummern haben, die der anderen Reihe geradzahlige.